# Serón de Nágima
Serón de Nágima – gmina w Hiszpanii, w prowincji Soria, w Kastylii i León, o powierzchni 60,16 km². W 2011 roku gmina liczyła 169 mieszkańców.